# Luna Star
Luna Star, pseudonimo di Sheila Salas (L'Avana, 25 maggio 1989), è un'attrice pornografica cubana.

## Biografia
Luna Star è nata nella capitale cubana il 25 maggio 1989, città nella quale è cresciuta fino a 15 anni, quando si è trasferita a Miami, negli Stati Uniti. Sua madre lavorava come funzionaria del Governo, il padre come impiegato in un negozio. In Florida, dopo alcuni lavori minori tra i quali la cameriera all'Espresso Cubano a Coral Gables, ha cominciato a fare la modella erotica.
Ha debuttato come attrice pornografica nel 2012, a 23 anni, registrando la sua prima scena con due ragazze e una ragazza per Bangbros. Il suo nome d'arte deriva dalla sua passione per le stelle (Star in inglese), anche se successivamente si è pentita della scelta dato che è un appellativo molto comune nel settore.
Nel 2015, dopo due anni di carriera, ha firmato un contratto con l'agenzia di talenti di Mark Splieger. Nello stesso anno ha ricevuto le sue prime nomination nel circuito di premi dell'industria, con due candidature nei Premi AVN alla Migliore scena POV di sesso per Dress-Up Dolls e alla Migliore scena di trio G/G/B per Latine On Fire; nonché nei premi XBIZ alla Migliore scena di sesso in film parodia per American Hustle XXX: A Parody.
In 2016 ha vinto il premio XBIZ alla Migliore scena di sesso in film vignette, accanto a Dani Daniels, per il suo lavoro in Let's Play Dottore. Ha ricevuto, inoltre, la nomination come Migliore attrice in film parodia per This Ain't Modern Family XXX. Nello stesso anno ha girato la sua prima scena di sesso anale con Tushy. Nel 2017 ha ricevuto la nomination agli XBIZ per la Migliore scena di sesso con solo ragazze in Girl Crushed.
Come attrice ha girato oltre 690 scene con case produttrici quali Brazzers, Evil Angel, Penthouse, Hustler, Reality Kings, Wicked Pictures, Tushy, Naughty America, Jules Jordan Video, Girlfriends Film, Hard X, Bangbros, Digitale Playground e New Sensations..
Ha preso parte nel 2017 alla seconda edizione di Brazzers House e alla terza di "DP Star", due reality show pornografici, dove, tuttavia, non raggiunge la fase finale. Ha tatuato una foglia di vite sul piede destro, oltre ad un altro disegno sulla destra sopra il pube. 
Dal 2019 ha un contratto in esclusiva con Brazzers, con la quale da allora ha girato oltre 115 scene. Sempre nello stesso anno ha ricevuto la cittadinanza statunitense.

## Filmografia parziale
- Big Cuban Asses (2012)
- Bang Bus 47 (2013)
- El Pelon de Brazzers aka Johnny Mexico (2014)
- Big Boob Squirtdown (2015)
- Raw Cuts: Cam You Dig It (2015)
- Flixxx: Wettest Workout (2016)
- Sarah Jessie's X3 Extreme VR Experience (2016)
- Let's Play Doctor
- Bouncing A Huge Ass On Black Dick (2017)
- 1-800PhoneSex-3 (2018)
- Amazing Anal With Luna's Big Ass (2018)
- Anal Nymphos Anal Legends 3 (2018)
- Squirting Luna Loves Anal (2018)
- Squirting Maid (2018)
- Stretching Lunas Big Ass With Cock And Toy (2018)
- Extreme Anal-ytics (2019)
- Cleaning Up His Cock (2020)
- Perfection in Pearls (2021)
- Poppin' Latin Pussy 24 (2022)

## Riconoscimenti
- AVN Awards
- 2025 – Best Sex Scene - Foursome/Orgy per Brazzers Present: 20 for 20 con Cherie DeVille, Alexis Fawx, Kayley Gunner, Lily Lou, Abigail Morris, Kira Noir, Ryan Reid, Gal Ritchie, Queenie Sateen, Angela White, Monique Alexander, Mick Blue, Hollywood Cash, Manuel Ferrara, Ricky Johnson, JMac, Alex Jones, Keiran Lee, Isiah Maxwell, Scott Nails e Van Wylde[18]
- XBIZ Awards
  - 2016 – Best Scene - Vignette Release per Let’s Play Doctor con Dani Daniels e Johnny Sins[19]
  - 2024 - Best Sex Scene -Performer Showcase per Luna Star: Seduce & Destroy con Mick Blue, Damon Dice e Oliver Flynn[20]
  - 2025 – Best Sex Scene - Orgy/Group per Brazzers Present: 20 for 20 con Cherie DeVille, Alexis Fawx, Kayley Gunner, Lily Lou, Abigail Morris, Kira Noir, Ryan Reid, Gal Ritchie, Queenie Sateen, Monique Alexander, Angela White, Mick Blue, Hollywood Cash, Manuel Ferrara, Ricky Johnson, JMac, Alex Jones, Keiran Lee, Isiah Maxwell, Scott Nails e Van Wylde[21]
- Spank Bank Awards
  - 2018 – Technical Award[22]
- NightMoves Awards
  - 2019 – Best Butt (Industry/Critic Award)[23]
- Urban X Awards
  - 2019 – Anal Performer[24]
  - 2019 – Female Performer[24]